# Glauburg
Glauburg là một đô thị ở huyện Wetterau, bang Hessen, Đức. Đô thị Glauburg có diện tích 12,67 km², dân số thời điểm ngày 31 tháng 12 năm 2006 là 3178 người. Đô thị này có cự ly khoảng 33 kilometers về phía đông bắc Frankfurt am Main.